# Piazza I Maggio
(Brian Hill, Curiosità di un viaggio in Calabria e in Sicilia nel 1791, 11 marzo 1791)
Piazza I Maggio è la piazza principale di Palmi, suo vero e proprio centro geometrico e commerciale da oltre tre secoli. È il centro vitale della città, punto d'incontro della cittadinanza per celebrare importanti eventi religiosi, politici, sportivi e culturali. È considerata come il «salotto buono della città».

## Storia
Nel XVII secolo vi fu l'esigenza della costruzione a Palmi di una piazza centrale, come conseguenza dello sviluppo del mercato cittadino che attirava ormai molte persone dai centri vicini. Pertanto nel 1669 l'Universitas cittadina, con l'assenso del feudatario Andrea Concublet, fece richiesta al duca di Seminara Scipione II Spinelli di cedergli in vendita un giardino di sua proprietà, limitante con il centro abitato di Palmi. Questo giardino si estendeva fino ai piedi della collina chiamata Spirito Santo e separava il rione San Nicola dai rioni Lo Salvatore e Li Canali. La tradizione narra che, nonostante la cifra offerta fosse elevata, il duca non volle in alcun modo vendere il proprio giardino. Perciò la cittadinanza occupò, con l'approvazione del Concublet, forzatamente il giardino abbattendo gli alberi, riassettando il terreno e disegnandone al centro una piazza quadrata. Completò la piazza la realizzazione, al centro di essa, di una fontana in marmo chiamata "fontana del mercato" o "della Palma". Alla piazza venne dato appunto il nome di piazza del Mercato, proprio perché fu realizzata per tale scopo. 

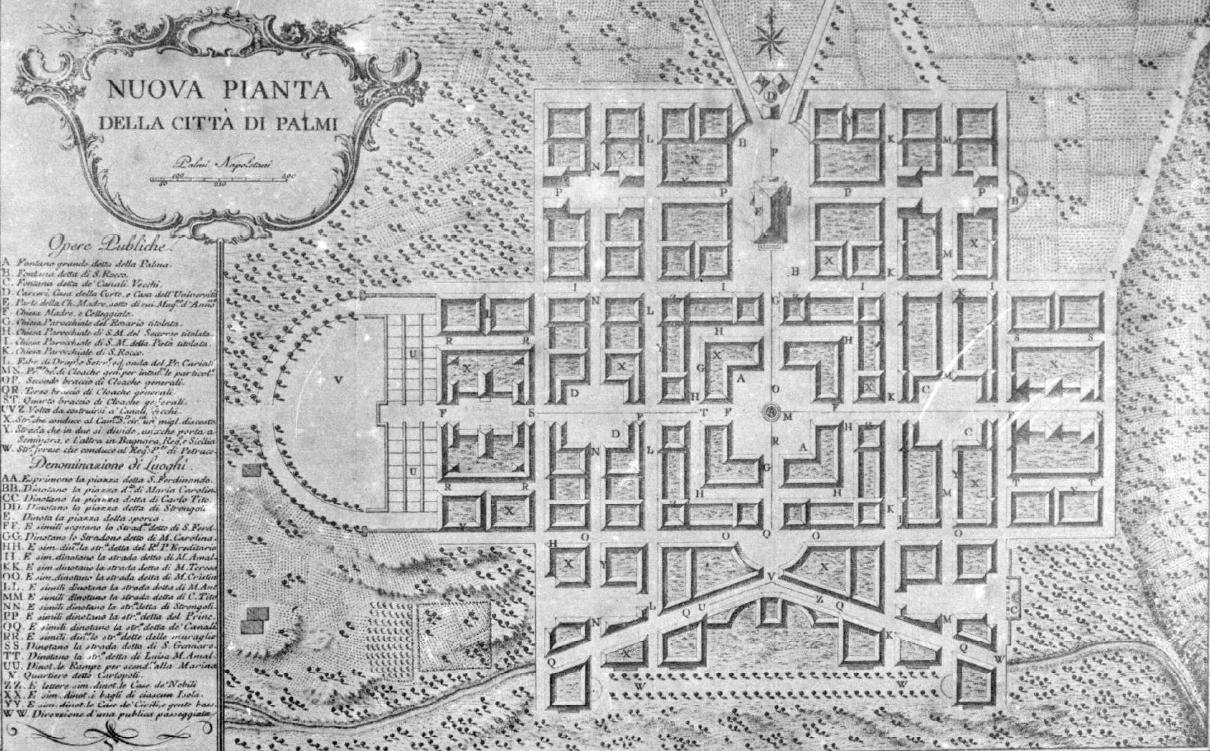
Il Piano di ricostruzione della città a seguito del terremoto del 1783, con la piazza centrale.

Inoltre per misurare le merci, come avveniva regolarmente nei mercati, venne eretta in piazza una mezzarola di granito, ma la stessa venne demolita nel 1684 dal nuovo feudatario Carlo Filippo Antonio Spinelli, che osteggiava lo sviluppo economico cittadino. La mezzarola fu nuovamente eretta nel 1742 dal successore Scipione III Spinelli Savelli.
La piazza fu uno dei capi saldi della ricostruzione cittadina, progettata dall'ing. Giovan Battista De Cosiron, a seguito del terremoto del 1783. Infatti l'assetto urbanistico della città venne ridisegnato con un sistema di assi stradali che ruotavano attorno ad essa.
Un progetto di miglioramento della piazza Vittorio Emanuele e della via Garibaldi, venne approvato dall'amministrazione comunale del 1886. Tali lavori portarono anche alla demolizione della Fontana della Palma.
La piazza grande divenne il luogo di raduno della popolazione cittadina nei giorni che seguirono il terremoto del 1894, ma soprattutto dopo il terremoto del 1908, quando lo spazio pubblico divenne un accampamento poiché occupato totalmente dalle tende della Croce Rossa e degli ospedali.
Nell'ennesima ricostruzione della città, avvenuta tramite il Piano Regolatore redatto nel 1911 dall'ing. Pucci, la piazza Vittorio Emanuele ebbe ancora il ruolo di baricentro della nuova Palmi.
Sul finire dello scorso secolo la piazza fu dotata dell'impianto di illuminazione attuale mentre nel periodo 2015-2016 è stata realizzata l'attuale pavimentazione in pietra per tutta la superficie.

## Urbanistica

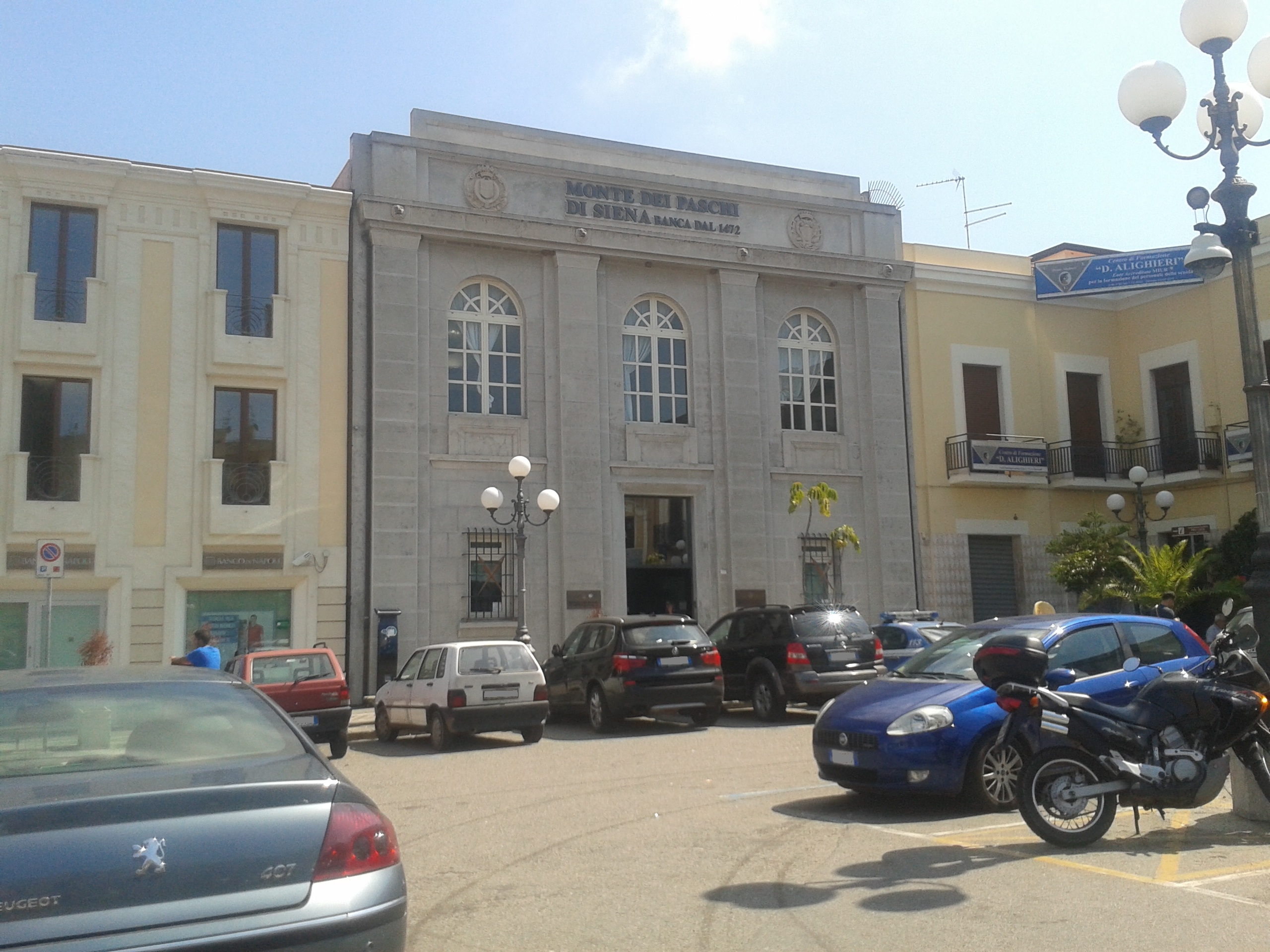
Il palazzo progettato da Marcello Piacentini.

La piazza, di forma quadrangolare, risulta intersecata dal corso Giuseppe Garibaldi e dal corso Tenente Aldo Barbaro. Nella ricostruzione del XVIII secolo, la disposizione della piazza e delle due suddette vie fu progettata secondo l'antico sistema di centuriazione romano, nel quale la piazza principale della città, il foro, era posta all'incrocio tra le due direttrici principali, il decumanus maximus (maggior asse cittadino in direzione est-ovest, come appunto il corso Garibaldi) ed il cardo maximus (maggior asse direzione nord-sud, come il corso Barbaro).
La pavimentazione, lungo gli assi delle due vie, è in lastroni di pietra scolpita mentre nella restante parte è in asfalto. Le sue misure sono di circa 73 metri x 73 metri, con una superficie totale pari a oltre 5.300 m².
I diciannove edifici che prospettano sulla piazza sono tutti di due o tre piani fuori terra. Il palazzo nel quale ha sede la filiale del Monte dei Paschi di Siena (ex sede centrale della Banca Popolare Cooperativa di Palmi) fu realizzato nel periodo fascista e venne progettato da Marcello Piacentini.

## Eventi
La piazza è da sempre il principale centro della vita sociale, politica e religiosa della città. Inoltre in piazza avviene il tradizionale passeggio serale nei giorni festivi e nel periodo estivo.

### Eventi politici
Dal punto di vista politico, la piazza I Maggio è la «sede naturale» dei comizi in periodo di campagna elettorale.

### Eventi religiosi

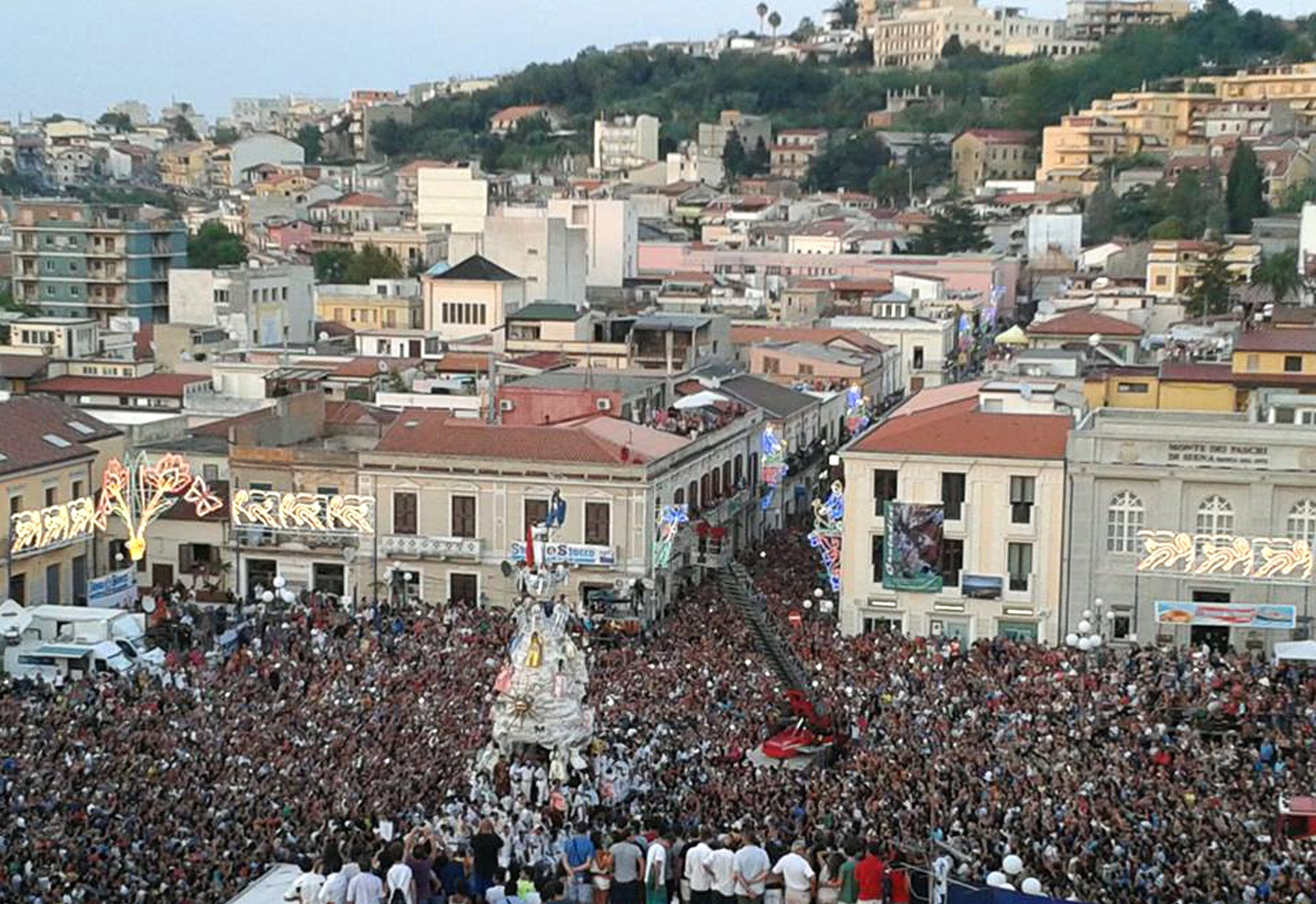
La Varia di Palmi del 2013 all'arrivo in piazza I Maggio.

La piazza è inoltre il principale luogo pubblico della vita religiosa palmese. Tutte le secolari processioni religiose che vengono effettuate nel centro cittadino, prima di concludersi con il ritorno nei rispettivi luoghi di culto, transitano e sostano al centro della piazza. Le processioni sono quelli dedicate al Santissimo Crocifisso, a sant'Antonio da Padova, alla Madonna del Carmine, a san Rocco, alla Madonna della Lettera, all'Immacolata e alla Madonna del Soccorso.
Particolarmente importante è però il ruolo che riveste la piazza per la festività della Varia di Palmi, dal 2013 inserita nella lista del patrimonio orale e immateriale dell'umanità dall'UNESCO. La piazza è il luogo dove viene proclamato il nome della bambina che interpreterà il ruolo dell'animella sopra il carro sacro, dove ha inizio il corteo storico, ma soprattutto è lo spazio dove ha la sua conclusione il trasporto dello stesso carro.

### Eventi musicali e spettacoli
La piazza è anche il centro principale per lo svolgimento di avvenimenti musicali o di spettacolo in genere, soprattutto all'interno dell'estate palmese. Ogni anno vi avvengono eventi come la finale regionale di Miss Italia (nel 1977 tra l'altro vi fu celebrata la finale nazionale del concorso) o concerti gratuiti di artisti quali, ad esempio, i Pooh nel 1995 (nell'ambito della manifestazione nazionale di Telethon), Roberto Vecchioni nel 1993 etc. Negli ultimi anni sono stati svolti i seguenti concerti:
1. Max Gazzè (16 agosto 2008);[12]
2. Paola & Chiara (22 agosto 2008);[13]
3. Tiromancino (31 agosto 2008);[14]
4. Gemelli Diversi (16 agosto 2009);[15]
5. Cesare Cremonini (22 agosto 2009);[16]
6. Francesco Renga (16 agosto 2010);[17]
7. Marco Mengoni (22 agosto 2010);[18]
8. Giuliano Palma (16 agosto 2011);[19]
9. Edoardo Bennato (21 agosto 2011);[20]
10. Ron (19 agosto 2012);[21]
11. Paolo Belli (16 agosto 2013);[22]
12. Nek (25 agosto 2013),[23]
13. Alex Britti (31 agosto 2014).[24]
14. Moreno (28 Agosto 2016).
15. Mario Biondi (16 Agosto 2019).
16. Luca Carboni (18 Agosto 2019).
17. Max Gazzè (23 Agosto 2022).
18. Le Vibrazioni (29 Dicembre 2022).
19. Coma_Cose (28 Luglio 2023).
20. Loredana Bertè (27 Agosto 2023).
21. Tananai (23 Dicembre 2023).
22. Rocco Hunt (29 Dicembre 2023).
23. Anna Pepe (6 Gennaio 2024).
24. Nina Zilli (25 Agosto 2024).

Tra gli eventi musicali di maggior successo va segnalato il primo concerto di Edoardo Bennato a Palmi, nel 2005, quando la piazza ospitò circa 40.000 persone. Il record di pubblico è stato superato nel 2014 dal concerto di Alex Britti, con una partecipazione di oltre 50.000 spettatori.
Ha la sua conclusione in piazza I Maggio anche la sfilata dell'Ottava di Carnevale, manifestazione che percorre ogni anno le principali vie del centro storico nella domenica successiva al mercoledì delle Ceneri.

### Eventi sportivi
Il 25 maggio 1982 vi partì l'11ª tappa del Giro d'Italia, con arrivo finale a Camigliatello, e il 12 maggio 2022 è stata nuovamente luogo di partenza di una tappa della Corsa Rosa, la 6ª, con arrivo a Scalea. La piazza è stata anche la sede di partenza di alcune edizioni del Giro della Provincia di Reggio Calabria.
Inoltre, prima della costruzione dello stadio Giuseppe Lopresti negli anni trenta, l'Unione Sportiva Palmese disputò alcuni incontri amichevoli e non ufficiali in rettangoli di gioco appositamente realizzati all'interno della piazza.